# Виллигхаген, Амира
Амира Виллигхаген (нидерл. Amira Willighagen) — голландская певица-самоучка. Родилась 27 марта 2004 года в городе Неймеген. Получила всемирную известность после победы на шоу талантов Holland’s Got Talent (Got Talent).
Весной и летом 2014 года гастролировала в ЮАР и США. Выступала в концертах и телевизионных шоу в Аргентине, Германии, Австрии.

## Биографические сведения
Мать Амиры, Фрида Виллигхаген, родилась в провинции Трансвааль (ЮАР) в семье потомков голландских колонистов в Южной Африке. Вместе с родителями и братом Амира за два года до конкурса уже бывала на родине своих предков, где тогда ещё была жива её бабушка, скончавшаяся в ноябре 2013 года. В марте 2014 года Амира вновь побывала в ЮАР, где в местечке Икагенг (англ. Ikageng) близ города Почефструм на деньги из её призового фонда была открыта детская игровая площадка.
Родной брат Винцент (нидерл. Fincent Willighagen) на два года старше сестры. Играет на скрипке, с 9-летнего возрасте выступает на разных публичных мероприятиях, в том числе на праздниках в местной церкви. Амира упомянула его, отвечая на вопросы члена жюри Гордона Хойкенрота (Gordon Heuckeroth) после своего успешного выступления в отборочном туре:

…мы с братом хотели исполнить на «Дне королевы» что-нибудь под скрипку. Я подумала, что это пойдёт, но что мне петь? Я стала искать на Youtube, где услышала много оперных арий, которые мне очень, очень понравились. Так я и начала петь.Оригинальный текст (англ.)…it started with Koninginnedag; my brother and I also wanted to do something like violin performs pieces. So I thought I’ll go but what singing. I searched on Youtube a song, and then I heard opera songs, which I found very very beautiful; then I start singing that.

Совместно с сестрой Финсент выступил в Аргентине 20 августа 2014 года в ток-шоу «SG» Сусаны Хименес, где исполнил партию скрипки для её арии «Ave Maria».

## Победа в телешоу Holland’s Got Talent
В 2013 году Амира Виллигхаген приняла участие в шоу талантов Holland’s Got Talent на национальном телевидении.
На отборочном этапе, состоявшемся в октябре, за исполнение арии «O mio babbino caro» сопранового репертуара из оперы Джакомо Пуччини «Джанни Скикки» жюри присудило Амире «Golden Ticket», дававший право на выход прямо в полуфинал.
Перед объявлением итога этого этапа член жюри, голландский певец и ТВ-шоумен Гордон Хойкенрот, провёл параллель между только что услышанным выступлением 9-летней девочки и исполнением этой же арии Марией Каллас (1923—1977), записанным в 1965 году:

Амира, иногда говорят, что души ушедших продолжают жить в людях. И когда я слушал твоё пение, то почувствовал, что ты реинкарнация Марии Каллас, которой уже нет среди нас. Твой голос так чист, так прекрасен…Оригинальный текст (англ.)Amira they sometimes say that old souls live on in people and when I hear you sing then you have almost the inspiration [animation] of Maria Callas, who is no longer with us, but your voice is so pure and so beautiful
В ходе экспресс-интервью членам жюри юная исполнительница ответила, что ни музыке, ни пению её никто не учил, и что песни она разучивает по клипам, размещённым на YouTube. Клип «O mio babbino caro» в исполнении самой Амиры Виллигхаген, набрал 20 млн просмотров.
В полуфинале, прошедшем 21 декабря, Амира Виллигхаген исполнила «Аве Мария» в версии Баха-Гуно.
В финале конкурса, состоявшемся 28 декабря 2013 года, была исполнена ария «Nessun dorma» из завершающего акта оперы Пуччини «Турандот». Это выступление получило более половины голосов телезрителей, и Амира была признана победительницей 2013 года.

## Другие награды
В 2014 году «за выдающиеся достижения и мастерство в музыке и пении» Ватикан удостоил Амиру Виллигхаген международной премии имени Джузеппе Шакка. Торжественная церемония вручения награды состоялась 8 ноября 2014 года в Большом зале Папского Урбанианского университета 8 ноября 2014 года.
Половину призовых вознаграждений Амира Виллигхаген расходует на благотворительные цели.

## Гастроли
Премия на шоу Holland’s Got Talent включала ряд зарубежных гастрольных поездок. Местом проведения первых в своей жизни гастролей Амира Виллигхаген избрала ЮАР — родину своей мамы, где она уже побывала в шестилетнем возрасте. Концерты в рамках программы RMB Starlight Classics Concerts с участием Амиры прошли в Сомерсет-Уэст (пригород Кейптауна), Западно-Капская провинция) 28 февраля и 1 марта 2014 года.
Следующие гастроли Амиры, организованные ей как победительнице шоу «Holland’s Got Talent — 2013», прошли в Лас-Вегасе (США) 30 апреля 2014 года.

## Альбомы
5 февраля 2014 года был издан первый альбом Виллигхаген под названием «Амира». В него вошли 10 записей в исполнении юной певицы, включая прозвучавшие на голландском шоу «Holland’s Got Talent». В Нидерландах его продажи начались 28 марта, на следующий день после первой юбилейной даты в жизни юной исполнительницы (27 марта 2014 года девочке исполнилось 10 лет). Спустя две недели сборник получил в Нидерландах статус «Золотой альбом», назначаемый здесь при достижении планки продаж в 10 тыс. экземпляров.

### Видеозаписи
- Amira Willighagen. «O Mio Babbino Caro» на YouTube — выступление на отборочном этапе шоу «Holland’s Got Talent», октябрь 2013 года.
- Amira Willighagen. «Ave Maria» на YouTube — полуфинал шоу «Holland’s Got Talent», 21 декабря 2013 года.
- Amira Willighagen. «Nessun Dorma» на YouTube — финал шоу «Holland’s Got Talent», 28 декабря 2013 года.
- Amira Willighagen. «I Have A Dream» на YouTube — программа «Die ultimative Chartshow» немецкого телеканала RTL. Эфир 31 мая 2014 года «Самые успешные песни ансамбля АББА всех времён» (нем. Der erfolgreichste ABBA-Song aller Zeiten).
- Amira Willighagen. «Ave Maria» on Susana Giménez TV Show на YouTube — ток-шоу «SG» Сусаны Хименес (Аргентина), 20 августа 2014 года. «Ave Maria» — Амира Виллигхаген, партия скрипки — её родной брат Финсент Виллигхаген.
- I Have A Dream - ABBA, Amira Willighagen, Connie Talbot на YouTube — монтаж песни I Have A Dream в оригинальном исполнении Анни-Фрид Лингстад (ансамбль АББА) и двух юных дарований XXI века — 6-летней англичанки Конни Талбот и 9-летней голландки Амиры Виллигхаген.